# Danh sách di sản thế giới tại Hoa Kỳ
Hoa Kỳ đã phê chuẩn Công ước Di sản thế giới của UNESCO về bảo vệ các tài sản văn hóa và tự nhiên vào ngày 7 tháng 12 năm 1973. Tất cả các di tích văn hóa, tự nhiên đủ điều kiện đều có thể được đưa vào danh sách Di sản thế giới.
Hai di sản đầu tiên của Hoa Kỳ được UNESCO công nhận là Vườn quốc gia Mesa Verde và Yellowstone tại kỳ họp thứ hai của Ủy ban Di sản thế giới được tổ chức tại  Washington DC diễn ra từ ngày 5-8/9 năm 1978. Trong khi đó, di sản mới nhất là Khu truyền giáo San Antonio được thêm vào danh sách vào năm 2015. Hiện nay, Hoa Kỳ có tổng cộng 23 di sản thế giới, trong đó có 10 di sản văn hóa, 12 di sản thiên nhiên và 1 di sản hỗn hợp (mang cả giá trị văn hóa và thiên nhiên). Các di sản này phân bố tại 19 tiểu bang và 2 vùng lãnh thổ. California, Hawaii, Montana và New Mexico là những tiểu bang có nhiều di sản nhất. Có hai di sản xuyên quốc gia (đều cùng với Canada) là Công viên hòa bình quốc tế Waterton-Glacier và Các Khu bảo tồn và Vườn quốc gia: Kluane, Wrangell-St. Elias, Vịnh Glacier, Tatshenshini-Alsek.

## Danh sách

### Số lượng theo bang và Vị trí
Bản thống kê dưới đây có các di sản của từng bang và các di sản nằm tại nhiều bang. Các bang không thống kê tên dưới đây là các bang chưa có di sản nào.
| Bang                        | Số lượng di sản riêng | Số lượng di sản chung. |
| --------------------------- | --------------------- | ---------------------- |
| New Mexico                  | 3                     | —                      |
| California                  | 2                     | 1                      |
| Arizona                     | 1                     | 1                      |
| Colorado                    | 1                     | —                      |
| Florida                     | 1                     | —                      |
| Hawaii                      | 1                     | 1                      |
| Illinois                    | 1                     | 1                      |
| Kentucky                    | 1                     | —                      |
| Louisiana                   | 1                     | —                      |
| New York                    | 1                     | 1                      |
| Pennsylvania                | 1                     | 1                      |
| Puerto Rico1                | 1                     | —                      |
| Virginia                    | 1                     | —                      |
| Washington                  | 1                     | —                      |
| Montana                     | —                     | 2                      |
| Alaska                      | —                     | 1                      |
| Idaho                       | —                     | 1                      |
| Bắc Carolina                | —                     | 1                      |
| Tennessee                   | —                     | 1                      |
| Texas                       | 1                     | —                      |
| Các tiểu đảo xa của Hoa Kỳ2 | —                     | 1                      |
| Wisconsin                   | —                     | 1                      |
| Wyoming                     | —                     | 1                      |

### Danh sách di sản
Dưới đây là danh sách các Di sản thế giới được UNESCO công nhận.
| Tên                                                            | Hình ảnh                                        | Vị trí | Bang                                                        | Thời kỳ | Năm công nhận                  | Thể loại                       | Mô tả | Tham khảo         |
| -------------------------------------------------------------- | ----------------------------------------------- | --- | ----------------------------------------------------------- | --- | ------------------------------ | ------------------------------ | --- | ----------------- |
| Vườn quốc gia Mesa Verde                                       |                                                 | Montezuma | Colorado                                                    | Thế kỷ 6 đến 12 | 1978                           | Văn hóa (iii)                  | Các địa điểm có chứa một số lượng lớn các ngôi nhà trên vách đá được xây dựng bởi những người dân Pueblo cổ từ giữa thế kỷ thứ 6 đến 12 ở độ cao trên 2.600 mét (8.500 ft). Một số ví dụ đáng chú ý trong số 600 nhà ở bao gồm Cliff Palace, Balcony House, và Square Tower House. | [ 1 ]             |
| Vườn quốc gia Yellowstone                                      |                                                 | Park, Teton, Wyoming; Gallatin & Park, Montana; Quận Fremont, Idaho                                                     | Wyoming, Montana, Idaho                                     | N/A | 1978                           | Thiên nhiên (vii, viii, ix, x) | Vườn quốc gia có diện tích 9.000 kilômét vuông (9,7×10 foot vuông) của những khu rừng tự nhiên. Nó cũng là nơi chiếm một nửa nguồn năng lượng địa nhiệt của thế giới với 300 mạch nước phun, tập trung nhiều nhất thế giới. Ngoài ra, Yellowstone còn là nơi quan trọng đối với lịch sử tự nhiên với gần 150 loài thực vật hóa thạch đã được phát hiện tại đây. Được thành lập vào năm 1872, nó là vườn quốc gia đầu tiên trên thế giới và cũng là vườn quốc gia đầu tiên của Hoa Kỳ nói riêng. | [ 2 ]             |
| Kluane / Wrangell–St. Elias / Glacier Bay / Tatshenshini-Alsek |                                                 | Valdez-Cordova, thành phố Yakutat và Borough, Southeast Fairbanks, Hoonah–Angoon                                        | Alaska (cùng với Yukon và British Columbia)                 | N/A | 1979; mở rộng năm 1992 và 1994 | Thiên nhiên (vii, viii, ix, x) | Di sản bao gồm các khu vực nằm dọc biên giới giữa Hoa Kỳ-Canada bao gồm khu vực băng giá ngoài hai địa cực lớn nhất thế giới. Nó cũng bao gồm những vùng băng đá và những sông băng dài nhất thế giới. Các vườn quốc gia và khu bảo tồn cũng là nơi sinh sống của một số loài động vật hoang dã bao gồm gấu xám Bắc Mỹ, tuần lộc, cừu Dall và là nơi có số lượng loài cá hồi Alaska nhiều hơn bất cư nơi đâu. | [ 3 ]             |
| Vườn quốc gia Grand Canyon                                     |                                                 | Coconino và Mohave | Arizona                                                     | N/A | 1979                           | Thiên nhiên (vii, viii, ix, x) | Trung tâm của vườn quốc gia này là là Grand Canyon, một hẻm núi của sông Colorado. Grand Canyon là hẻm núi có chiều dài lên tới 277 dặm (446 km), rộng 18 dặm (29 km) và đạt độ sâu hơn một dặm (6.000 ft hoặc 1.800 mét). Gần hai tỷ năm lịch sử địa chất Trái đất lịch sử địa chất được sông Colorado và các nhánh của nó đã cắt giảm sâu vào các lớp đất đá, trong khi cao nguyên Colorado đã được nâng dần lên tạo thành một cảnh quan vô cùng ngoạn mục như ngày nay. | [ 4 ]             |
| Vườn quốc gia Everglades                                       |                                                 | Miami-Dade, Monroe, và Collier                                                                                          | Florida                                                     | N/A | 1979                           | Thiên nhiên (viii, ix, x)      | Vườn quốc gia này là khu vực hoang dã nhiệt đới lớn nhất ở Bắc Mỹ. Với một loạt các vùng đất ngập nước và rừng nhiệt đới, nó đã trở thành một nơi bảo vệ cho một số lượng lớn các loài chim, bò sát, rất nhiều các loài bị đe dọa, các loài duy nhất có mặt tại đây và các loài thuần chủng. Vườn quốc gia này được đặt trong Danh sách di sản thế giới bị đe dọa trong năm 2010 do suy thoái tài nguyên gây ảnh hưởng tới sinh cảnh biển và suy giảm các loài sinh vật biển. Trước đó, từ năm 1993-2007 thì di sản này cũng đã từng bị liệt kê trong danh sách di sản thế giới bị đe dọa do thiệt hại nghiêm trọng từ các cơn bão, suy giảm của dòng chảy và nguồn nước ô nhiễm do sự phát triển nông nghiệp và đô thị hóa.                           | [ 5 ] [ 6 ] [ 7 ] |
| Independence Hall                                              |                                                 | Philadelphia | Pennsylvania                                                | 1753 (xây dựng), 1776, 1787. Tháp chuông bị phá hủy năm 1781, thay thế bằng thiết kế mới năm 1828. Chái nhà bị phá hủy năm 1812 và được sửa chữa lại năm 1898. | 1979                           | Văn hóa (vi)                   | Tòa nhà được thiết kế bởi Andrew Hamilton và hoàn thành vào năm 1753 như là tòa nhà quốc hội của Tỉnh Pennsylvania. Đây là địa điểm của Quốc hội Lục địa II và ký kết Tuyên ngôn Độc lập vào năm 1776. Sau Cách mạng Mỹ, đây là nơi thảo luận Hội nghị Lập hiến và ký kết Hiến pháp Hoa Kỳ vào năm 1787. Cả hai tài liệu đã từng là nguồn cảm hứng cho các nhà lập pháp và điều lệ chính phủ tại nhiều nước trên thế giới. | [ 8 ] [ 9 ]       |
| Vườn quốc gia và bang Redwood                                  |                                                 | Humboldt và Del Norte                                                                                                   | California                                                  | N/A | 1980                           | Thiên nhiên (vii, ix)          | Nằm dọc theo bờ biển phía bắc California, vườn quốc gia là nơi quy tụ những cây Sequoia khổng lồ, một trong số những loài cây cao nhất và lớn nhất trên Trái Đất. Vườn quốc gia cũng có chứa các vùng bờ biển hoang sơ, trong đó hỗ trợ khu vực làm tổ và kiếm ăn cho một số loài chim di trú mặt nước. | [ 10 ]            |
| Vườn quốc gia hang Mammoth                                     |                                                 | Edmonson, Hart và Barren                                                                                                | Kentucky                                                    | N/A | 1981                           | Thiên nhiên (vii, viii, x)     | Hang Mammoth là hệ thống hang động dài nhất trên thế giới được biết đến. Với lối đi có chiều dài lên tới 390 dặm (630 km), nó là nhà của 130 loài động vật hoang dã. | [ 11 ]            |
| Vườn quốc gia Olympic                                          |                                                 | Jefferson, Clallam, Mason, và Grays Harbor                                                                              | Washington                                                  | N/A | 1981                           | Thiên nhiên (vii, ix)          | Vườn quốc gia này có một sự đa dạng của các hệ sinh thái và địa hình khác nhau, từ bờ biển Thái Bình Dương, khu vực núi cao, rừng mưa ôn đới và rừng khô bao phủ phía đông. | [ 12 ]            |
| Cahokia                                                        |                                                 | St. Clair | Illinois                                                    | Từ thế kỷ 7 đến 15 | 1982                           | Văn hóa (iii, iv)              | Các địa điểm là đô thị định cư lớn nhất và có ảnh hưởng nhất của văn hóa Mississippi đã có một xã hội phát triển tiên tiến trên khu vực ngày nay là Đông Nam Hoa Kỳ, bắt đầu từ hơn 500 năm trước khi người châu Âu tới. Khu định cư bao phủ gần 1.600 ha (4.000 mẫu Anh), bao gồm 120 gò đất. | [ 13 ]            |
| Vườn quốc gia Dãy núi Great Smoky                              |                                                 | Swain & Haywood, Bắc Carolina; Sevier, Blount, & Cocke, Tennessee                                                       | Tennessee, Bắc Carolina                                     | N/A | 1983                           | Thiên nhiên (vii, viii, ix, x) | Đây là một trong những nơi còn sót lại lớn nhất thế giới các loài thực vật thời Đại Tân sinh đến giữa Đại Trung sinh. Tại đây có chứa hơn 3.500 loài thực vật và nhiều loài động vật hoang dã, với số lượng loài kỳ nhông nhiều nhất thế giới. | [ 14 ]            |
| La Fortaleza và Di tích lịch sử quốc gia San Juan              |                                                 | San Juan | Puerto Rico1                                                | Thế kỷ 15 đến 18 | 1983                           | Văn hóa (vi)                   | Các công trình này được xây dựng giữa thế kỷ 15 đến 19 để bảo vệ bến cảng San Juan. Đây là ví dụ điển hình về kiến trúc quân sự châu Âu thích nghi với các thành phố cảng ở châu Mỹ. La Fortaleza là pháo đài phòng thủ đầu tiên được xây dựng cho thành phố. Các di tích lịch sử cũng bao gồm Pháo đài San Felipe del Morro, pháo đài San Cristóbal, El Cañuelo và ba phần tư bức tường thành phố cũ. | [ 15 ]            |
| Tượng Nữ thần Tự do                                            |                                                 | New York | New York                                                    | 1886 | 1984                           | Văn hóa (i, vi)                | Được thiết kế bởi Frédéric Bartholdi, bức tượng là món quà mà người Pháp đã giành tặng cho Hoa Kỳ. Nó đã trở thành một biểu tượng của sự tự do ở Hoa Kỳ, một tín hiệu chào đón những người nhập cư từ nước ngoài. | [ 16 ]            |
| Vườn quốc gia Yosemite                                         |                                                 | Tuolumne, Mariposa và Madera                                                                                            | California                                                  | N/A | 1984                           | Thiên nhiên (vii, viii)        | Được thành lập như là một kết quả của lặp đi lặp lại xói mòn bởi băng lên các khối đá granit hơn 10 triệu năm, vườn quốc gia có một cảnh quan đa dạng độc đáo của những vách đá granit ngoạn mục, thác nước, những con suối trong vắt, lùm cây Sequoia khổng lồ cùng sự đa dạng sinh học. Tại đây có chứa thác nước Yosemite hùng vĩ, là thác nước cao nhất tại Bắc Mỹ. | [ 17 ]            |
| Công viên lịch sử quốc gia Chaco                               |                                                 | San Juan và McKinley counties                                                                                           | New Mexico                                                  | 10th to 12th centuries | 1987                           | Văn hóa (iii)                  | Trong quá khứ, đây từng là một trung tâm lớn về văn hóa của người Pueblo cổ xưa, công viên là nơi bảo tồn một trong số khu vực văn hóa và lịch sử quan trọng nhất của Hoa Kỳ thời tiền Columbo. Nó cũng là nơi lưu trữ tập trung dày đặc nhất và đặc biệt nhất về văn hóa cộng đồng Pueblo ở Tây Nam Hoa Kỳ. | [ 18 ]            |
| Vườn quốc gia Núi lửa Hawaii                                   |                                                 | Hawaii | Hawaii                                                      | N/A | 1987                           | Thiên nhiên (viii)             | Vườn quốc gia là nơi có Kilauea và Mauna Loa, hai trong số những núi lửa hoạt động mạnh nhất trên thế giới. Các vụ phun trào núi lửa trong khu vực đã dẫn sự thay đổi cảnh quan thường xuyên. Ngoài ra, vườn quốc gia cũng chứa vô số các loài thực vật quý hiếm và động vật hoang dã. | [ 19 ]            |
| Monticello và Đại học Virginia                                 |                                                 | Albemarle và Charlottesville                                                                                            | Virginia                                                    | Thế kỷ 18 và 19 | 1987                           | Văn hóa (i, iv, vi)            | Được xây dựng giữa năm 1769 và 1809, Monticello là đồn điền được xây dựng bởi Thomas Jefferson, Tổng thống thứ ba của Hoa Kỳ và cũng là tác giả của Tuyên ngôn Độc lập. Jefferson thiết kế các tòa nhà của Đại học Virginia ở Charlottesville, lấy cảm hứng từ những ý tưởng mới của ông về kế hoạch học đại học. Nổi bật nhất trong số này có lẽ là Rotunda, một tòa nhà được thiết kế dựa trên nguồn cảm hứng từ Đền Pantheon ở Roma. | [ 20 ]            |
| Pueblo de Taos                                                 |                                                 | Taos | New Mexico                                                  | Thế kỷ 13 và 14 | 1992                           | Văn hóa (iv)                   | Các địa điểm là một cộng đồng Pueblo cổ đại thuộc một bộ lạc người Pueblo bản địa. Nó đánh dấu sự phát triển văn hóa trong khu vực thời kỳ tiền Columbo. | [ 21 ]            |
| Vườn quốc gia Carlsbad Caverns                                 |                                                 | Eddy | New Mexico                                                  | N/A | 1995                           | Thiên nhiên (vii, viii)        | Vườn quốc gia này có hơn 100 hang động núi đá vôi, bao gồm cả Carlsbad Caverns và Hang Lechuguilla là phòng triển lãm hiếm và độc đáo hình thành nhũ đá. Đây là một trong số ít các địa điểm trên thế giới mà các nhà khoa học có thể nghiên cứu các quá trình địa chất và sinh học đang diễn ra trong môi trường tự nhiên của nó. | [ 22 ]            |
| Công viên hòa bình quốc tế Waterton-Glacier                    |                                                 | Flathead và Glacier | Montana (cùng với Alberta)                                  | N/A | 1995                           | Thiên nhiên (vii, ix)          | Khu vực tự nhiên này nằm dọc biên giới giữa hai quốc gia Hoa Kỳ-Canada. Nó bao gồm vườn quốc gia Glacier và vườn quốc gia các hồ Waterton là khu vực mang khí hậu độc đáo riêng biệt, hệ sinh thái đa dạng và hệ động thực vật vô cùng phong phú. | [ 23 ]            |
| Papahānaumokuākea                                              |                                                 | Quận Honolulu, Hawaii và Midway Atoll2                                                                                  | Hawaii và Các tiểu đảo xa của Hoa Kỳ2                       | N/A | 2010                           | Hỗn hợp (iii, vi, viii, ix, x) | Di tích quốc gia này có diên tích bao gồm 140.000 dặm vuông, bao gồm 10 hòn đảo và đảo san hô của Tây Bắc Hawaii, làm cho nó một trong những khu bảo tồn biển lớn nhất thế giới. Khu vực hỗ trợ môi trường sống cho 7.000 loài, một phần tư trong số đó là loài đặc hữu. Khu vực này còn được coi là có ý nghĩa truyền thống của văn hóa Hawaii bản địa, là hiện thân của mối quan hệ họ gắn bó của con người với thế giới tự nhiên. Ngoài ra, di tích chứa đứng các địa điểm khảo cổ trước khi người châu Âu tới đây trên các đảo Nihoa và Makumanamana. | [ 24 ]            |
| Tượng đài Quốc gia Poverty Point                               |                                                 | Tây Carroll | Louisiana                                                   | 1650 BCE | 2014                           | Văn hóa (iii)                  | Poverty Point bao gồm một số khu vực đào đắp và gò xây dựng có niên đại từ năm 1650 tới 700 trước Công nguyên (TCN), trong giai đoạn cổ xưa ở Bắc Mỹ bởi một nhóm người Bản địa châu Mỹ của văn hóa Poverty Point. Nó cũng có thể là khu định cư, săn bắn hái lượm lớn nhất đã từng tồn tại. | [ 25 ]            |
| Khu truyền giáo San Antonio                                    |                                                 | San Antonio | Texas                                                       | Những năm 1700, 1800 | 2015                           | Văn hóa (ii)                   | Di sản bao gồm 5 khu phế tích truyền giáo nằm trải dài trên lưu vực sông San Antonio ở miền nam Texas, cũng như một trang trại nằm cách đó 37 km về phía nam. Nó bao gồm các công trình kiến trúc và khảo cổ, đất canh tác, nhà ở, nhà thờ, kho thóc cũng như hệ thống dẫn nước. Tổ hợp này được xây dựng bởi các giáo sĩ dòng Phan Sinh trong thế kỷ 18 minh chứng cho những nỗ lực của người Tây Ban Nha trong việc chinh phục và rao giảng và bảo vệ biên giới phía bắc Tân Tây Ban Nha. Khu truyền giáo San Antonio cũng là một ví dụ về sự đan xen của các nền văn hóa giữa Tây Ban Nha và Coahuiltecan, minh họa bằng một loạt các yếu tố trang trí của nhà thờ có sự kết hợp biểu tượng Công giáo với thiết kế lấy cảm hứng từ văn hóa bản địa. | [ 26 ]            |
| Công trình kiến trúc thế kỷ 20 của Frank Lloyd Wright          | Taliesin – Wright home, studio, training center | - Fallingwater - Bảo tàng Guggenheim - Nhà Hollyhock - Nhà Jacobs - Nhà Robie - Taliesin - Tây Taliesin - Đền thờ Unity | Arizona California Illinois New York Pennsylvania Wisconsin | 1900–1950 | 2019                           | Văn hóa (ii)                   | Danh sách này bao gồm tám tòa nhà được thiết kế bởi kiến trúc sư Frank Lloyd Wright, phản ánh kiến trúc hữu cơ do Wright phát triển, bao gồm một kế hoạch mở, làm mờ ranh giới giữa bên ngoài và trong và sử dụng vật liệu chưa từng có như thép và bê tông. Công việc của Wright có ảnh hưởng tầm quốc tế. | [ 27 ] [ 28 ]     |

### Danh sách di sản dự kiến
Ngoài các di sản chính thức được UNESCO công nhận qua các phiên họp thường niên thì Hoa Kỳ cũng đã đề cử các Di sản dự kiến, bao gồm các di sản trên lãnh thổ của Hoa Kỳ và một di sản nằm tại Samoa thuộc Mỹ (một vùng lãnh thổ chưa hợp nhất của Hoa Kỳ nằm ở Nam Thái Bình Dương). Dưới đây là danh sách các di sản đã được đề cử như là Di sản dự kiến trong tương lai.
- Các địa điểm của Phong trào Dân quyền người Mỹ gốc Phi bao gồm: (2008)
  - Nhà thờ Báp-tít Dexter Avenue, Montgomery, Alabama
  - Nhà thờ Báp-tít Bethel, Birmingham, Alabama
  - Nhà thờ Báp-tít 16th Street, Birmingham, Alabama
- Các địa điểm Hàng không Dayton bao gồm: (2008)
  - Đồng cỏ Huffman, đông bắc Dayton, Ohio
  - Công ty Xe đạp Wright (Wright Cycle Company), bao gồm 5 địa điểm khác nhau tại Dayton
  - Hội trường Wright
  - Đồi Hawthorn, Oakwood, Ohio
- Các công trình nghi lễ Hopewell. (2008)
  - Pháo đài Cổ (Lebanon, Ohio), Warren, Ohio
  - Công viên Lịch sử Quốc gia Văn hóa Hopewell, Ross, Ohio
  - Công trình đào đắp Newark, Heath và Newark, Ohio
- Các công trình của Thomas Jefferson (mở rộng thêm của Monticello và Đại học Virginia) (2008)
  - Poplar Forest, Bedford, Virginia
  - Tòa nhà Quốc hội bang Virginia (Virginia State Capitol), Richmond, Virginia
- Mount Vernon, gần Alexandria, Virginia (2008)
- Serpent Mound, Adams, Ohio  (2008)
- Khu bảo tồn động vật hoang dã quốc gia Okefenokee, Florida và Georgia (2008)
- Vườn quốc gia rừng hóa đá, đông bắc Arizona  (2008)
- Tượng đài Quốc gia White Sands, đông bắc Doña Ana, New Mexico  (2008)
- Cầu Brooklyn (2017)
- Đảo Ellis (2017)
- Công viên Trung tâm (2017)
- Nhà chọc trời Chicago sớm (2017)
  - Tòa nhà Auditorium
  - Tòa nhà Leiter thứ hai
  - Toà nhà Marquette
  - Tòa nhà Rookery
  - Tòa nhà Monadnock
  - Tòa nhà Old Colony
  - Tòa nhà Fisher
  - Tòa nhà Schlesinger & Mayer
  - Tòa nhà Ludington
- Tượng đài Quốc gia Biển Thái Bình Dương (2017)
- Tổ hợp bảo tồn dòng hải lưu California (2017)
  - Point Reyes/Cổng Vàng
  - Vịnh Monterey
  - Greater Farallones
  - Cordell Bank
  - Quần đảo Farallon
  - Vùng biển California
- Khu bảo tồn hải dương quốc gia Marianas Trench (2017)
- Khu bảo tồn biển Samoa thuộc Hoa Kỳ (2017)
  - Khu bảo tồn biển quốc gia Samoa thuộc Hoa Kỳ
  - Khu bảo tồn hải dương quốc gia Rose Atoll
  - Khu bảo tồn động vật hoang dã Quốc gia Rose Atoll
- Nhà thờ Giáo hội Moravian, Bethlehem, Pennsylvania (mở rộng của Christiansfeld, Nhà thờ Giáo hội Mỏavian) (2017)
- Vườn quốc gia Big Bend (2017)